# 소말리아의 경제
소말리아의 경제는 20년간의 내전에도 불구하고 주로 가축, 해외로부터의 송금/돈 및 통신에 기반을 둔 비공식 경제로 살아남았다. 소말리아는 유엔에 의해 후진국으로 분류되며, 소말리아 인구의 대다수가 생계를 위해 농업과 가축에 의존하고 있다. 정부 공식 통계가 부족한 데다 최근 내전까지 겹치면서 경제 규모나 성장률을 가늠하기 어렵다. 1994년 CIA는 구매력 평가에서 GDP를 33억 달러로 추정했다. 2001년에는 41억 달러로 추정되었다. CIA는 2009년까지 PPP GDP가 57억3100만 달러까지 성장했으며, 실질 성장률은 2.6%로 예상된다고 추정했다. 2014년 국제 통화 기금(IMF)은 1차 부문과 2차 부문의 성장에 따라 경제활동이 3.7% 확대된 것으로 추정했다. 2007년 영국 상공회의소 보고서에 따르면 민간 부문은 특히 서비스 부문에서 성장을 경험했다. 대부분의 서비스와 산업 부문이 정부가 운영하던 내전 이전과 달리 상업 활동에 대한 실질적 민간 투자는 측정되지는 않았지만 있었다. 이것은 소말리아 디아스포라에 의해 대부분 자금이 지원되었고 무역과 마케팅, 송금 서비스, 교통, 통신, 수산 장비, 항공, 통신, 교육, 보건, 건설, 호텔을 포함한다.
유엔 개발 계획(UNDP) 소말리아에 따르면 소말리아는 2012년 현재 세계에서 가장 낮은 개발지표와 0.285의 "놀랍도록 낮은" 인간 개발 지수(HDI)를 가지고 있다. 비교 가능한 자료가 있다면 이는 세계에서 가장 낮은 수치 중 하나일 것이며 소말리아에 존재하는 상당한 불평등에 대해 조정했을 때 HDI는 더 낮다. 대통합민주신당은 "갈등의 주요 요인인 상이한 사회 집단에 걸친 불평등이 확대되고 있다"고 지적했다.
소말리아의 경제는 전통적인 생산과 현대적인 생산으로 구성되어 있으며, 점차 현대적인 산업 기술로 전환되고 있다. 소말리아 중앙은행에 따르면 인구의 약 80%가 염소, 양, 낙타, 소를 키우는 유목 또는 반유목 목회자이다. 유목민들은 또한 그들의 수입을 보충하기 위해 나뭇진과 껌을 모은다.
세계은행에 따르면 소말리아 경제는 소말리아 내전에 수반된 국가 실패의 결과로 어려움을 겪고 있다. 자유주의자인 피터 리슨을 포함한 일부 경제학자들은 소말리아가 약탈적이었기 때문에 국가의 붕괴가 실제로 경제적 복지를 향상시키는데 도움을 주었다고 주장해왔다.

## 경제지표
아프리카 개발 은행에 따르면 소말리아는 "경제 및 사회 기초 통계가 심각하게 부족한" 것이 특징이다. 소말리아의 국가 실패 이전에도 종종 신뢰할 수 없었지만, 내전과 제도 붕괴로 인해 이러한 상황은 악화되었다.
세계은행은 소말리아의 국내총생산(GDP)이 1990년 9억1700만 달러, 2014년 총인구가 1342만 명이었으나 2018년 현재 1500만 명으로 증가해 이후 전체 인구가 약 12% 증가했다고 보고 있다. 세계은행은 2018년 연간 GDP를 괌, 키르기스스탄과 비슷한 62억 달러로 추산하고 저소득 국가로 분류했다. 유엔 통계국은 2005년 23억1600만 달러, 2010년 10억7100만 달러에 비해 2012년 GDP는 13억3600만 달러라고 발표했다.
소말리아 중앙은행에 따르면, 세계은행에 따르면 2000년대 들어 소말리아의 1인당 GDP는 230달러로 1990년에 비해 실질적으로는 소폭 감소했다. 2012년 인간 개발 보고서는 사하라 이남 아프리카 지역의 평균 GDP가 1인당 1,300달러인 것에 비해 1인당 GDP는 284달러인 것으로 추정하고 있다. 이 1인당 GDP 수치는 세계에서 네 번째로 낮은 수치이다. 인구의 약 43%가 하루에 1달러 미만으로 생활하고 있으며, 도시 지역의 약 24%, 농촌 지역의 약 54%가 생활하고 있다.
유엔 개발 계획(UNDP)에 따르면 소말리아는 2012년 현재 세계에서 가장 낮은 개발지표와 0.285의 "놀랍도록 낮은" 인간 개발 지수(HDI)를 가지고 있다. 비교 가능한 자료가 있다면 이는 세계에서 가장 낮은 수치 중 하나일 것이며 소말리아에 존재하는 상당한 불평등에 대해 조정했을 때 HDI는 더 낮다. 대통합민주신당은 "갈등의 주요 요인인 상이한 사회 집단에 걸친 불평등이 확대되고 있다"고 지적했다. 유엔은 1971년 소말리아 개발정책위원회가 이런 식으로 국가를 분류하기 시작한 이래 소말리아를 최빈국으로 분류해 왔다.
소말리아에 파견된 국제 통화 기금(IMF)은 2014년 GDP 성장률이 3.7%, CPI 인플레이션이 -71.10%로 추정된다고 보고했다. 보고서는 소말리아의 안보 상황이 완만하게 개선되고 가뭄이 발생하지 않는다면 중기 경제 성장률은 평균 5%가 되어야 하지만, "성장은 빈곤과 성 격차를 해소하기에 불충분할 것"이라고 지적했다. 소말리아 인구의 73%가 2016년 빈곤선 이하로 살고 있다.

## 국가 실패 및 경제 복지
세계은행에 따르면 1988년 내전이 발발한 지 2년 만에 소말리아 국가기관이 붕괴되고 "경제 사회 기반시설과 자산 대부분이 파괴되었다"고 한다. 2003년 이 은행은 국가와 기관이 없음에도 불구하고 소말리아 민간 부문은 괄목할 만한 성장을 경험했지만, "투자, 훈련된 인력 부족, 규칙과 규정, 공통 기준 및 품질 관리를 시행하기 위한 관련 법률 및 규제 프레임워크의 부재로 인해 대부분의 부문이 현재 정체 상태에 있거나 성장을 방해받고 있다"고 말했다. 보고서는 공식적인 금융 서비스 및 규제 기관이 부족하기 때문에 국내 저축액을 투자에 활용하고 장려하는 데 어려움이 있다고 지적했다. 은행측은 국가기관의 부족이 국제 자본시장에 대한 접근을 막는 결과를 가져왔다고 주장한다.

## 농업

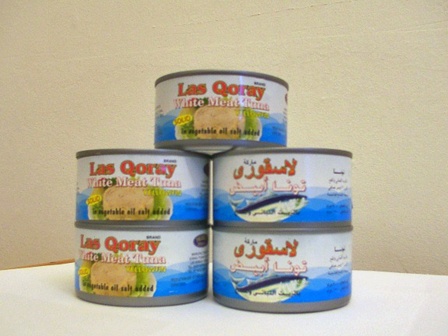
라스 코레이에서 만든 참치 캔

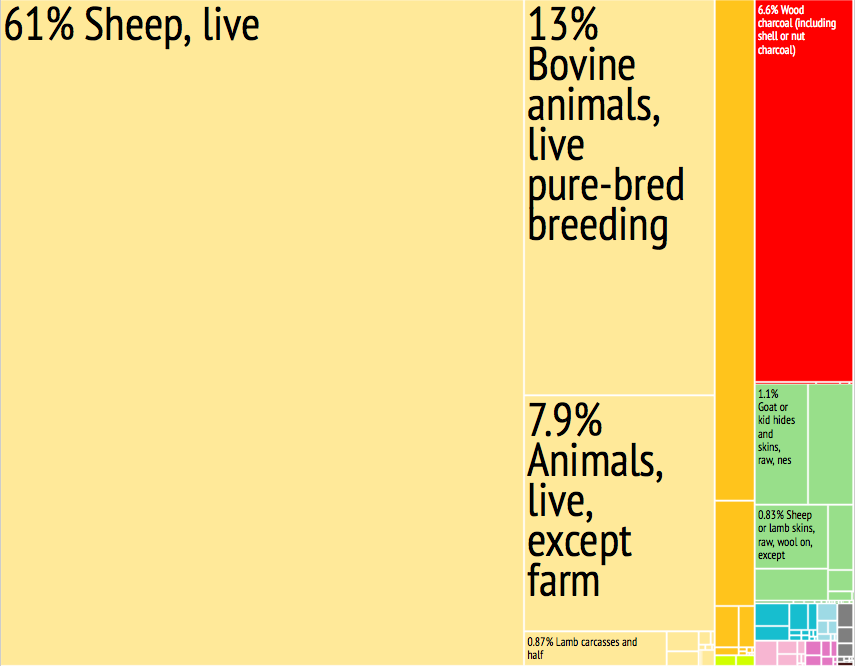
소말리아의 제품 수출을 28가지 색상으로 구분하여 그래픽으로 묘사한다.

농업은 가장 중요한 경제 분야이다. 이는 GDP의 약 65%를 차지하고 있으며 노동력의 65%를 고용하고 있다. 가축은 GDP에 약 40%, 수출 수익의 50% 이상을 기여한다. 다른 주요 수출품은 생선, 숯, 바나나이며 설탕, 수수, 옥수수는 국내 시장을 위한 제품이다. 소말리아 중앙은행에 따르면 물자 수입은 연간 약 4억6000만 달러에 달하며 1991년 내전이 시작되기 전까지 총수입액을 회복하고 이를 넘어서기도 했다. 연간 약 2억 7천만 달러에 달하는 수출도 전쟁 전 총 수출 수준을 넘어섰지만 여전히 연간 약 1억 9천만 달러의 무역수지 적자로 이어지고 있다. 하지만 이 무역적자는 소말리아인들이 디아스포라에서 보낸 송금액이 훨씬 초과해 수입 수준을 유지하는 데 도움이 되고 있다.
아라비아 반도 근처에 위치해 있다는 장점 때문에 소말리아 무역업자들은 페르시아만 아랍 가축과 육류 시장에서 호주의 전통적인 지배력에 도전하기 시작했으며 매우 저렴한 가격에 양질의 동물을 제공하고 있다. 이에 사우디아라비아가 축산물 수출 인프라를 구축하고 아랍에미리트(UAE)가 대규모 농지를 매입하는 등 페르시아만 아랍 국가들이 이 지역에 대한 전략적 투자에 나섰다. 또한 유럽과 아시아의 어선들은 북부 푼틀란드 지역에서 상업적인 어업협정을 체결했다.
2012년 소말리아가 300만 마리의 양을 수출하면서 중동으로의 실황 수출은 200만 마리였던 호주 수출을 추월했다. 오스트레일리아 농업자원경제국에 따르면 호주 가축 수출의 99%가 중동으로 향하고 있다. 그러나 2006년 이후 "아프리카와 동유럽의 양 수출로 인한 수출 시장의 경쟁이 치열해짐에 따라" 10% 감소하였다. 2014년 500만 마리가 넘는 가축이 수출돼 20년 만에 최대치를 기록했다. 이웃 소말릴란드에는 소말리아어로 "세일라드"로 알려진 아프리카의 뿔의 가장 큰 축산물 시장도 위치해 있으며, 부라오와 이로웨 시장에서는 매일 1만 마리나 되는 양과 염소가 판매되고 있으며 이들 중 다수는 베르베라 항을 통해 걸프만으로 출하된다. 시장은 아프리카의 뿔 전역에서 온 가축을 취급한다.
유향과 몰약은 소말리아의 중요한 수출품이다. 에티오피아, 케냐와 함께 소말리아는 세계 3대 제품 공급국 중 하나이다.

## 제조업

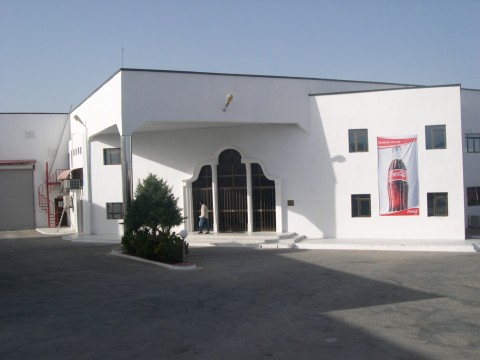
모가디슈에 있는 코카콜라 병용 공장

농산물의 가공을 기반으로 하는 중간 산업 부문은 소말리아 GDP의 10%를 차지한다.
1991년 내전 발발 전, 약 53개의 국영 중소기업과 대형 제조업체가 무너지고 뒤이은 분쟁으로 인해 남은 많은 산업이 파괴되었다. 그러나 주로 소말리아 디아스포라의 상당한 현지 투자의 결과로, 이러한 소규모 공장들 중 다수가 다시 문을 열었고 새로운 공장들이 만들어졌다. 후자는 북쪽에 있는 생선 통조림과 육가공 공장을 비롯해 파스타, 광천수, 과자, 비닐봉지, 가죽과 가죽, 세제 및 비누, 알루미늄, 폼 매트리스와 베개, 어선, 포장, 석가공 등을 제조하는 모가디슈 지역 약 25개 공장이다.
특히 2001년 보사소, 하르게이사, 모가디슈 등지에서 경공업 투자가 확대되면서 경제에 대한 기업 신뢰도가 높아지고 있다. 이를 위해 2004년 모가디슈에 830만 달러 규모의 코카콜라 병용 공장이 문을 열었고 소말리아 각 선거구에서 투자자들이 몰려들었다. 제너럴 모터스, 돌 푸드 컴퍼니 등의 해외 투자 유치도 다양한 분야로 이어졌다.

## 항공 산업

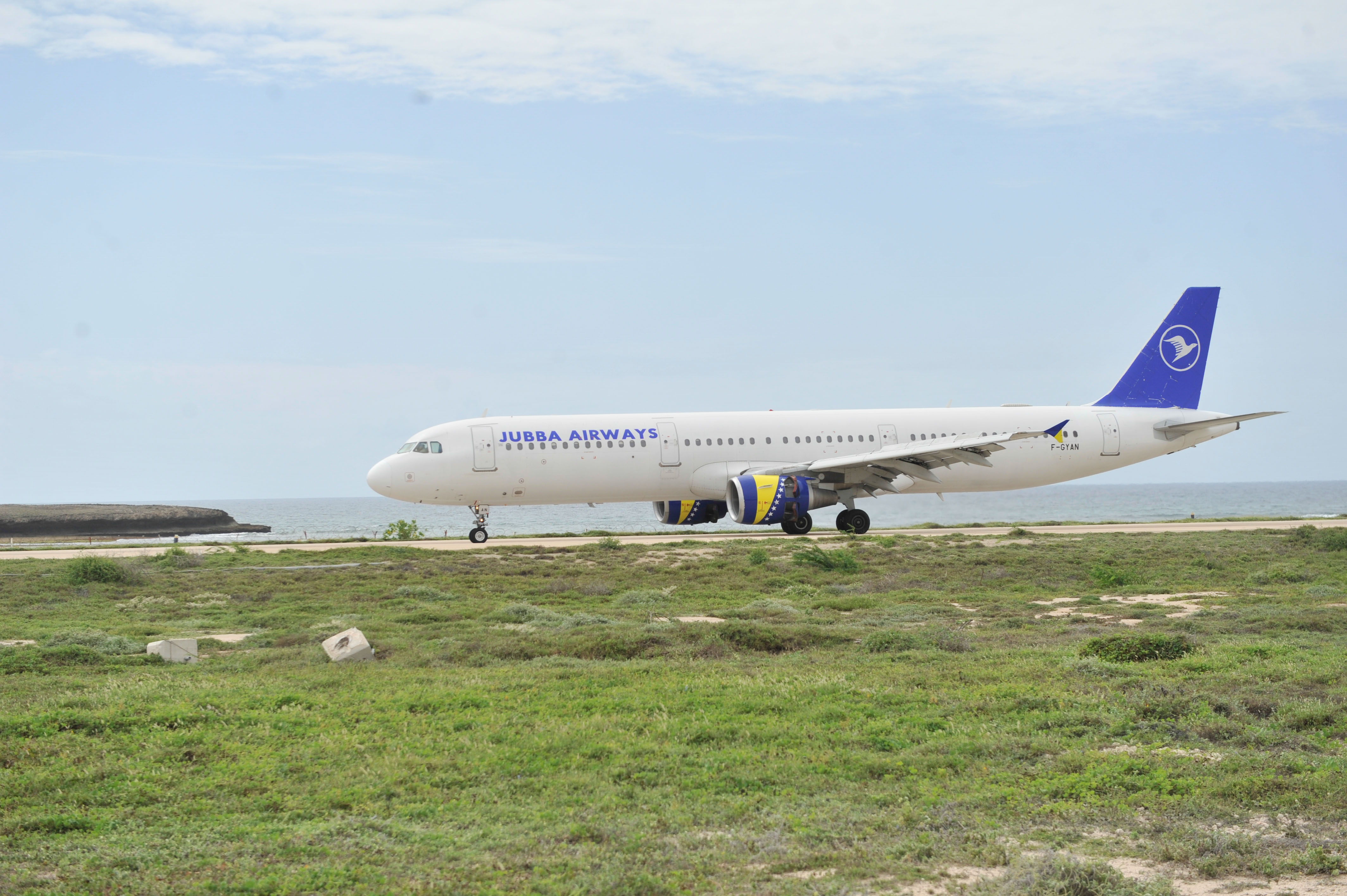
소말리아 모가디슈에 있는 주바 항공의 비행기

내전이 시작된 후 소말리 항공의 모든 운항은 1991년에 공식적으로 중단되었다. 2014년까지 6개 이상의 소말리아 소유 민간 운송업체들이 그 격차를 메우고 있었다. 다알로 항공, 주바 항공, 아프리카 익스프레스 항공, 동아프리카 540, 센트럴 에어, 하자라 등이 이 중 하나였다. 다알로와 주바는 2015년 아프리카 항공 동맹으로 통합됐다.
2012년과 2013년 소말리 항공의 재취항 준비 보고에도 불구하고, 2015년 2월 다알로 항공과 주바 항공의 합병을 논의한 알 아라비야 보도에 따르면 1991년 소말리아 항공의 사망 이후 공식적인 소말리아 국적 항공사는 없었다고 한다.

## 건설
이코노미스트 인텔리전스 유닛은 2015년 모가디슈의 보안 여건 개선 결과 모가디슈에 새로운 기반시설 건설과 기존에 버려진 빌라 수리 작업이 일어나고 있다고 보고했다. 그러나 중앙정보국의 《월드 팩트북》은 소말리아의 다른 지역으로 개발이 확산되지 않았으며, 모가디슈의 기업들에게는 보안이 주요 관심사라고 밝히고 있다.

## 통신 및 미디어

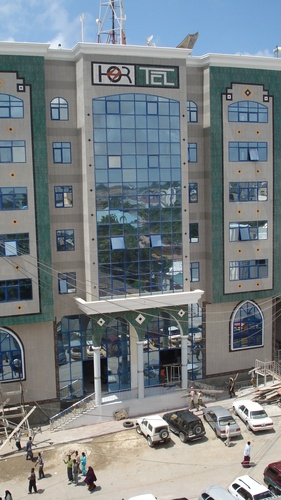
모가디슈에 있는 호르무드 텔레콤 사옥

소말리아의 통신 시스템은 1991년에 일어난 전투 중에 파괴되었다. 2010년까지 다양한 새로운 통신 회사들이 이러한 누락된 인프라를 제공하고 있었다. 소말리아 기업가들이 자금을 지원하고 대한민국, 중국, 유럽의 전문지식을 바탕으로 한 이 신생 통신회사들은 대륙의 다른 지역에서는 구할 수 없는 저렴한 휴대 전화와 인터넷 서비스를 제공한다. 고객은 휴대폰을 통해 송금 및 기타 은행 활동을 수행할 수 있을 뿐만 아니라 무선 인터넷도 쉽게 이용할 수 있다. 그러나 계속되는 싸움으로 인해 회사들의 운영은 제약을 받았다.
2004년, 유선전화의 설치 시간은 3일이었고, 남쪽의 케냐에서는 대기자 명단이 여러 해였다. 2004년 인터뷰에 응한 통신사들은 "모든 것이 보안에서 비롯된다"는 효과적인 정부를 수립하기 위해 "절박하다"고 말했다. 현재 1,000명당 약 25개의 간선이 있으며, 전화선(텔레밀도)의 지역 가용성은 인접 국가보다 높아 인접한 에티오피아보다 3배나 높다. 소말리아의 대표적인 통신회사로는 골리스 텔레콤 그룹, 호르무드 텔레콤, 소마폰, 네이션링크, 넷코, 텔레콤, 소말리아 텔레콤 그룹이 있다. 호르무드 텔레콤만 해도 연간 약 4천만 달러의 매출을 올리고 있다. 경쟁 압박을 완화하기 위해 이들 기업 중 3곳은 2005년 가격을 설정하고 네트워크를 확장할 수 있는 상호 연결성 계약을 체결했다.
2010년 보고서는 소말리아 통신 산업의 확대가 소말리아 경제가 성장하고 있다는 가장 분명한 신호 중 하나를 제공했다고 밝혔다.
2005년 현재 20개의 소말리아 신문사, 12개의 라디오와 텔레비전 방송국, 그리고 대중에게 정보를 제공하는 수많은 인터넷 사이트들이 있다.

## 금융

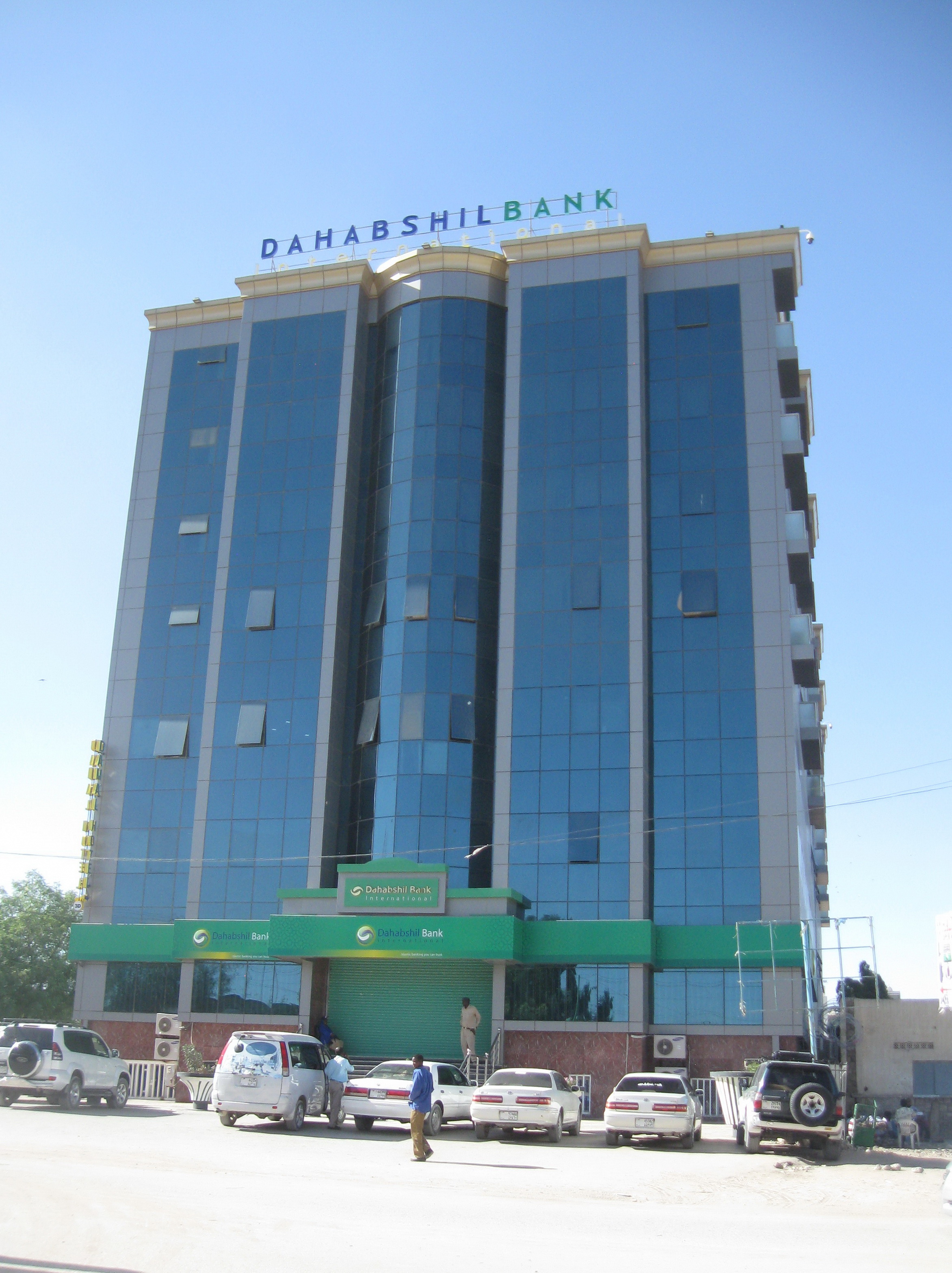
하르게이사에 있는 다합실 은행

소말리아 중앙은행은 소말리아의 공식 통화 당국이다. 금융관리 측면에서는 통화정책을 수립하고 실행하는 업무를 모두 떠맡는 과정에 있다. 아프리카 개발 은행은 2013년 소말리아 중앙은행이 "적절한 인적, 물적, 재정자원이 부족해 장애인이지만 통화정책을 장악하고 새로운 통화를 발행하면 인플레이션율을 낮출 수 있을 것"이라고 평가했다. 당시 소말릴란드에는 중앙은행도 있었지만, 주요 역할은 정부에 대한 국고 역할을 하고 화폐를 발행하는 것이었다.
현지 통화에 대한 신뢰가 부족하기 때문에, 미국 달러는 소말리아 실링과 함께 교환 수단으로 널리 받아들여지고 있다. 달러화에도 불구하고 소말리아 실링의 대량 발행은 인플레이션을 야기했다. 중앙은행은 통화정책을 완전히 통제하고 민간부문이 도입한 현재 유통중인 통화를 대체할 때 인플레이션 환경을 끝낼 것이라고 말한다.
소말리아는 1991년 내전 발발 이후 2009년 소말리아 중앙은행이 재설립된 이후 15년 이상 중앙통화권한이 없었다. 은행 간 이체가 불가능해 비공식 은행망 역할을 해온 사금송금사업자(MTO)가 부상했다.
이들 송금회사(하왈라)는 소말리아에서 대규모 산업이 되었으며, 소말리아에서는 매년 16억 달러가 송금되는 것으로 추산되고 있다. 후자는 다하브쉬일, 카란 익스프레스, 무스타크발, 아말 익스프레스, 카아 익스프레스, 호단 글로벌, 올림픽, 아마나 익스프레스, 이프틴 익스프레스, 타와칼 익스프레스 등이다. 대부분은 소말리아 송금 부문을 규제하는 상위 조직인 소말리아 송금 협회 또는 그 전신인 소말리아 금융 서비스 협회의 신임 회원이다. 소말리아는 송금 의존도가 세계에서 네 번째로 높은 나라이다. 대부분의 송금은 소말리아에 본사를 둔 소말리아에 있는 친척들에게 보내진다. 이는 소말리아 경제의 20~50%를 차지한다.

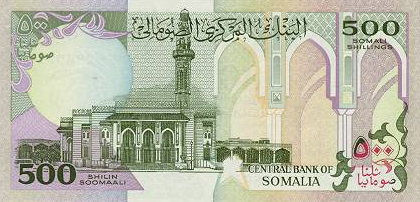
500 소말리아 실링 지폐

다합실은 알바라카트가 비운 시장의 대부분을 장악한 소말리아 송금업자 중 가장 큰 회사이다. 이 회사는 런던에 본사를 두고 있으며 144개국에 걸쳐 2000명 이상의 직원을 고용하고 있으며, 영국에만 130개 지점, 소말리아에 130개 지점, 두바이에 1개 지점을 포함하여 전 세계에 400개 지점을 두고 있다. 이 회사는 국제 기구뿐만 아니라 대기업과 중소기업, 개인 모두에게 광범위한 금융 서비스를 제공한다. 카란 익스프레스는 다합실에 이어 소말리아계 최대 자금 이체 기업이다. 이 회사는 런던과 두바이에 본사를 두고 있으며, 전 세계 175개 요원, 소말리아 66개 요원, 런던에 64개 요원 등이며, 자선기금 송금에는 아무런 비용도 청구하지 않고 있다. 무스타크발은 소말리아에서 8명의 요원과 영국에서 49명의 요원으로 세 번째로 유명한 소말리아 MTO이다. 다합실, 카란 익스프레스와 마찬가지로 국제적으로도 눈에 띄는 존재감을 가지고 있다.
재건된 소말리아 중앙은행이 통화정책 책임을 전적으로 떠맡고 있기 때문에, 현존하는 일부 송금업체들은 가까운 미래에 본격적인 상업은행으로 발전하기 위해 인가를 구할 것으로 예상된다. 이는 공식 수표까지 국가 결제 체계를 확대해 국내 거시경제 경영에서 통화정책 활용의 실효성을 강화하는 역할을 할 것으로 기대된다.
현지 치안이 크게 개선되면서 소말리아 주재원들은 투자 기회를 얻기 위해 소말리아로 돌아가기 시작했다. 약간의 외국인 투자와 함께, 자금의 유입은 소말리아 실링의 가치가 상당히 증가하는데 도움을 주었다. 2014년 3월까지 환율은 지난 12개월 동안 미국 달러 대비 60% 가까이 상승했다. 소말리아 실링은 블룸버그가 거래한 세계 통화 175개 중 가장 강세를 보였으며, 같은 기간 다음으로 강세를 보인 세계 통화보다 50% 포인트 가까이 상승했다.

## 증권거래소
소말리아 증권거래소(SSE)는 소말리아의 국가 거래소이다. 유엔 주재 소말리아 대사이자 유엔 상임이사국 부대표인 이드 모하메드가 2012년 설립했다. SSE는 소말리아에서 현재 진행 중인 분쟁 후 재건 과정을 가속화하기 위해 소말리아 소유의 기업과 글로벌 기업 모두의 투자를 유치하기 위해 설립되었다.
2012년 8월 SSE는 나이로비 증권거래소(NSE)와 기술 개발을 지원하기 위한 양해각서(MOU) 양해각서를 체결했다. 계약서에는 적절한 전문 지식과 지원이 포함된다. 소말리아의 초기 주식시장이 발전함에 따라 샤리아를 준수하는 수쿠크 채권과 할랄 주식도 거래의 일부로 구상되고 있다.
소말리아 증권거래소는 2014년 11월 현재 소말리아 모가디슈, 키스마요 등 도시중심지에 행정사무소를 설립하고 있다. 이 거래소는 2015년에 공식적으로 문을 열 예정이다. 당초, 금융 서비스, 통신, 교통 부문의 소말리아 소유의 7개 회사가 향후 글로벌 투자를 위해 그들의 지분을 상장할 것으로 예상된다.

## 천연자원

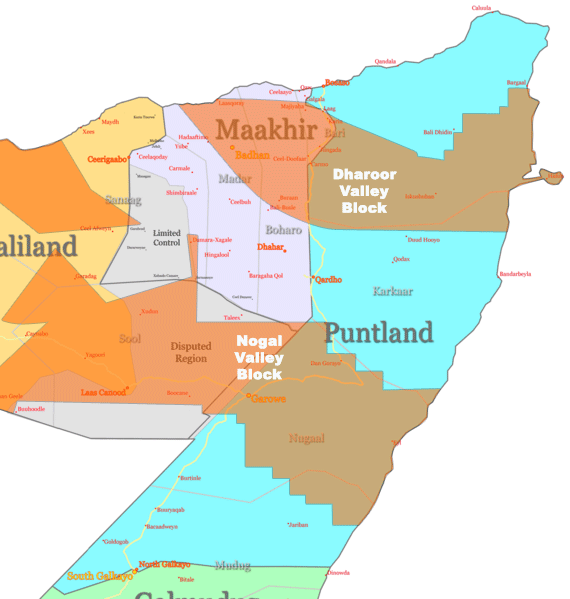
푼틀란드의 석유 블록

소말리아에는 우라늄, 철광석, 주석, 석고, 보크사이트, 구리, 소금, 천연가스 등 수많은 천연자원이 매장되어 있다. 호주와 중국 석유회사들은 호주에서 석유와 다른 천연자원을 찾는 허가를 받았다. 시드니에 상장된 레인지 리소스는 북부의 푼틀란드가 50억배럴(790×106m3)에서 100억배럴(1.6×109m3)의 석유를 생산할 수 있을 것으로 예상하고 있다. 이러한 발전의 결과로 소말리아 석유 회사는 연방 정부에 의해 설립되었다.
1960년대 후반에 유엔 지질학자들은 소말리아에서 주요 우라늄 매장량과 다른 희귀 광물 매장량도 발견했다. 이번 발견은 세계 최대 규모로, 업계 전문가들은 이 매장량이 당시 알려진 우라늄 매장량 80만 톤의 25% 이상이라고 추정했다. 1984년 소말리아 IUREP 오리엔테이션 사절단은 소말리아에 5,000톤의 우라늄이 합리적으로 보장된 자원(RAR), 11,000톤의 우라늄 추정 추가 자원(EAR), 그리고 사암과 석탄 매장량에서 최대 15만톤의 우라늄 투기 자원(SR)을 보유하고 있다고 보고했다. 소말리아는 동시에 세계 주요 우라늄 공급국으로 발전했으며, 미국, 아랍에미리트, 이탈리아, 브라질 광물업체들이 우라늄 추출권을 놓고 경쟁하고 있다. 링크 천연자원은 중부 지역의 천연자원과 관련이 있으며, 킬리만자로 캐피탈은 우라늄 탐사를 포함한 1,161,400에이커 암사스코리올아프고이 블록에 지분을 가지고 있다. 우라늄 외에도 희토류 원소이자 값비싼 광물인 이트륨의 불특정량도 국내에서 발견됐다.

## 에너지
2010년 중반 소말리아 경제계는 향후 5년 동안 국가 가스 및 전기 산업에 10억 달러를 투자하기로 약속했다. 압둘라히 후세인 초국가 산업 전기 가스 회사 이사는 이번 투자 전략으로 10만 개의 일자리가 창출될 것이라고 전망했다. 이 새로운 회사는 무역, 금융, 보안, 통신 분야의 5개 소말리아 기업의 합병을 통해 설립되었다. 1단계 사업은 창업 6개월 만에 시작돼 청년들이 경제 분야와 지역사회에 전기를 공급할 수 있도록 훈련했다. 2단계는 2011년 중후반부터 시작돼 어업, 농업, 축산업, 광산업용 경제특구에 공장이 들어섰다.
2012년, 파롤 행정부는 푼틀란드와 소말리아에서의 첫 공식 석유 탐사 프로젝트에 청신호를 보냈다. 캐나다 석유회사 아프리카 오일과 파트너인 레인지 리소스가 주도한 올해 3월 푼틀란드 다루어 블록의 샤빌-1 우물을 처음 시추해 석유를 성공적으로 생산했다.
소말리아 중앙은행에 따르면, 소말리아가 재건 작업에 착수함에 따라, 경제는 내전 이전의 수준에 부합할 뿐만 아니라, 소말리아의 미개발 천연자원으로 인해 성장과 발전의 가속화가 예상된다.

## 같이 보기
- 유엔 아프리카 경제 위원회